# Medalha Anders Retzius
A medalha Anders Retzius foi um prêmio concedido pela Sociedade Sueca de Antropologia e Geografia a um geógrafo ou antropólogo. Seu nome foi uma homenagem ao antropólogo e anatomista sueco Anders Retzius. A partir de 2015 a medalha não foi mais concedida.

## Recebedores da medalha
- Oscar Montelius (1913)
- Arthur Evans (1920)
- Aurel Stein (1923)
- Johan Gunnar Andersson (1925)
- Erland Nordenskiöld (1930)
- Walter Christaller (1967)
- David Hannerberg (1969)
- Torsten Hägerstrand (1973)
- William William-Olsson (1976)
- Wolfgang Hartke (1978)
- Akin Mabogunje (1985)
- Fredrik Barth (1988)
- David Harvey, Sven Godlund (1989)
- Allan Pred (1991)
- Jack Goody (1992)
- Peter Haggett (1994)
- Veena Das (1995)
- Peter Gould (1997)
- David Maybury-Lewis (1998)
- Erik Bylund (2000)
- Sherry Ortner (2001)
- Doreen Massey (2003)
- Tim Ingold (2004)
- Gunnar Törnqvist (2006)
- John and Jean Comaroff (2007)
- Allen J. Scott (2009)
- Ulf Hannerz (2010)
- Don Mitchell (2012)
- Paul Stoller (2013)[3]